# 薇爾莉特·奧克雷
薇爾莉特·奧克雷（英語：Violet Oakley，1874年6月10日—1961年2月25日），為一名美國藝術家。在20世紀的頭25年，在男性所主導的壁畫領域中，她是相當著名的女性開拓者。奧克雷相當擅長繪製壁畫和花窗玻璃設計，風格多以新文藝復興風格的歷史與文學為主題。

## 生平
奧克雷出生於紐澤西州澤西市卑爾根高地（Bergen Heights）的藝術家庭。她的父母分別名為亞瑟·埃德蒙·奧克雷（Arthur Edmund Oakley）和科妮莉亞·斯溫（Cornelia Swain）。她的祖父與外祖父皆為國家設計學院的成員。1892年，她與詹姆斯·卡羅爾·貝克維斯和艾爾文·瑞塞·懷爾斯兩人一同進入紐約藝術學生聯盟就讀。一年後，她與拉裴爾·柯林等人一同前往英國與法國就學。1896年返回美國後，在進入卓克索學院霍華德·佩爾的插畫班前，她曾短暫就讀於賓夕法尼亞美術學院。在她的生涯早期，她因做為《世紀雜誌》、《科利爾》、《聖·尼古拉斯雜誌》和《女性家事指南》等雜誌的插畫家而聞名。

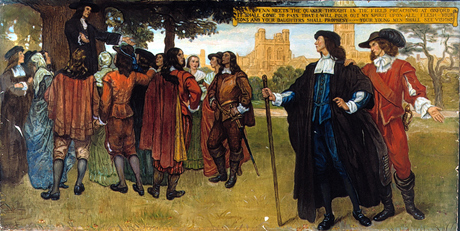
哈里斯堡賓夕法尼亞州議會大廈中薇爾莉特·奧克雷所繪的壁畫－《佩恩與貴格會會面》（Penn meets the Quaker）

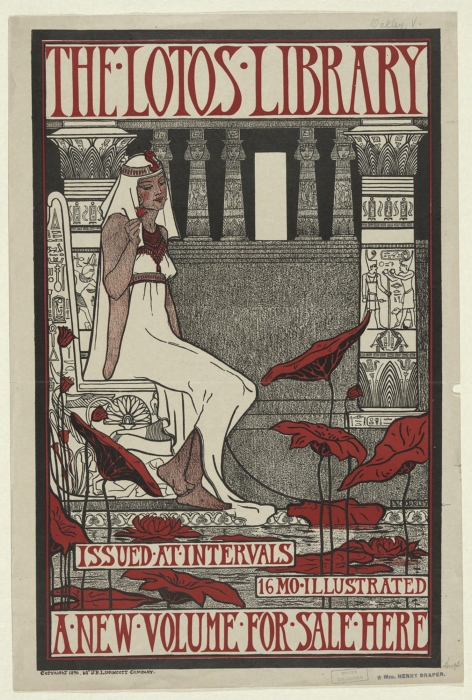
1896年奧克雷為《羅特斯文庫》（The Lotos Library）所繪製的石版畫

奧克雷成長於美國聖公會，在1903年時，奧克雷正在義大利佛羅倫斯為賓夕法尼亞州議會大廈的第一套壁畫作準備，她的哮喘出現了明顯改善，並成為了基督科學教會的忠實研究者。1912年，位於費城的基督教科學派第二教會（Second Church of Christ, Scientist, Philadelphia）成立，而奧克雷也在同時加入，並一直到1961年過世時都是其中的一員。
奧克雷一生中獲得許多榮譽，其中一個為1948年卓克索學院的榮譽法學博士學位。1904年聖路易斯世界博覽會上，奧克雷的水彩畫《瓦實提的故事》（The Story of Vashti）獲得了金牌，而她在諸天使教堂的壁畫則獲得了銅牌。1905年，奧克雷成為首位獲得賓夕法尼亞美術學院金質榮譽勳章（Gold Medal of Honor）的女性。1915年舊金山巴拿馬萬國博覽會上，奧克雷在1912年為費城詩人弗洛倫斯·厄爾·科特斯所繪的肖像畫《悲劇謬思》（The Tragic Muse），獲得了繪畫類榮譽獎章。

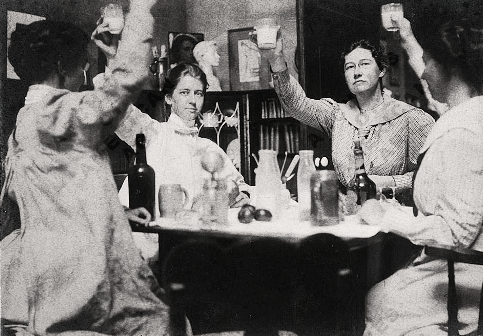
薇爾莉特·奧克雷、潔西·威克斯·史密斯、伊莉莎白·希彭·格林以及海莉耶塔·庫琴斯（Henrietta Couzens）

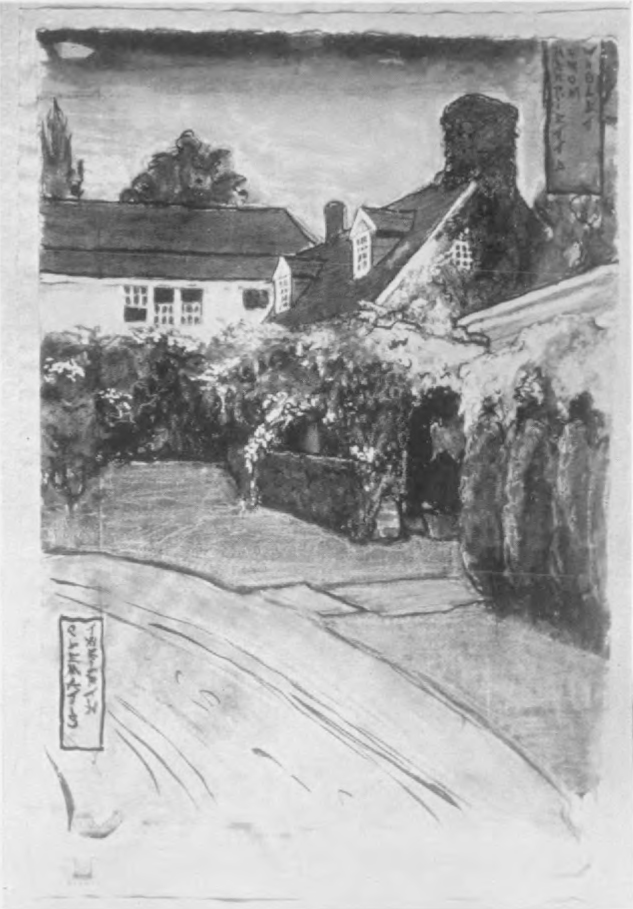
薇爾莉特·奧克雷所繪的《紅玫瑰》

1897年左右，奧克雷與她的姊姊海斯特（Hester）租下了費城栗樹街（Chestnut Street）1523號愛情大樓（Love Building）的工作室。姊妹倆利用她們母親租借來的家具、骨董、織物和其他大師畫作的複製品來裝飾了這間工作室。佩爾將奧克雷和她的朋友：伊莉莎白·希彭·格林和潔西·威克斯·史密斯一起暱稱為紅玫瑰女孩，而她們在1899年到1901年一起住在維拉諾瓦的紅玫瑰旅館（Red Rose Inn）時，也被人們稱為紅玫瑰女孩。之後，她們搬去海莉耶塔·庫琴斯在賓州芒特艾里的房子，並將她們自己姓氏的第一個字母組合在一起，以來命名她們同住的房子。1996年，奧克雷被選入插畫家協會名人堂（Society of Illustrators Hall of Fame），為名人堂中僅有的十個女性之一，但她是四個紅玫瑰女孩中最晚入選的。而在1977年以薇爾莉特·奧克雷的工作室被選入國家史蹟名錄。1912年到1915年間，奧克雷曾斷斷續續的住在紐約州揚克斯的潺溪莊園中，當時也是奧克雷的工作室，而潺溪莊園也被列入了國家史蹟名錄中。
奧克雷為費城塑膠俱樂部的成員，塑膠俱樂部旨在促進「為藝術而藝術」（Art for art's sake）。該俱樂部的成員還有紅玫瑰女孩的潔西·威克斯·史密斯和伊莉莎白·希彭·格林，以及埃蓮諾·阿伯特。創立該俱樂部的許多女性都是霍華德·佩爾的學生。俱樂部還提供鼓勵彼此專業、創造出售其藝術作品的機會。
2014年6月14日，綠蔭公墓舉行了第一場以同志為主題的參觀活動，而奧克雷則備受矚目，她現葬於綠蔭公墓中奧克雷家墓第63區，編號14788。

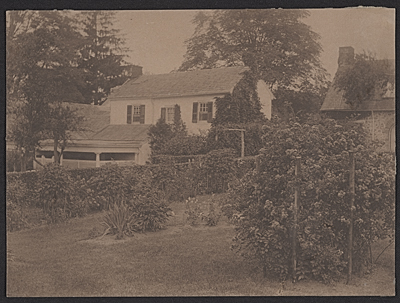
紅玫瑰旅館

## 新女性
19世紀開始，受教育機會逐漸增加，女性藝術家開始進入業界，也組織了她們專屬的藝術協會。當時女性所製作的藝術作品都是下等貨，為了使受刻板印象限制的女性，轉變為受教育、現代且自由的新女性，「自信且勇於發聲」的觀念開始提倡於女性工作。藝術家在新女性運動中是相當重要的角色，他們除能夠協助運動繪製需要的圖畫，還能夠以他們自己的生活來體現這個新的生活型態。19世紀末到20世紀初，11,000種的雜誌期刊中，88%的訂閱者為女性。隨著女性加入藝術家的行列，許多出版社開始聘請女性來創作圖畫，透過女性的角度來描繪世界。珍妮·奧古斯塔·布朗斯科比、潔西·威克斯·史密斯和伊莉莎白·希彭·格林就是許多成功的插畫家之一。

## 作品
奧克雷為賓夕法尼亞州議會大廈的州長宴會廳、參議院及最高法院繪製了一系列共43張的壁畫，起先她受邀為州長會客室繪製壁畫，名為《自由精神之州的建立》（The Founding of the State of Liberty Spiritual），在會客室中的14幅壁畫，奧克雷描述了威廉·佩恩的故事和賓夕法尼亞州的建立，她為此作了廣泛大量的研究，甚至不惜遠赴英國。這些壁畫在大廈落成後不久，1906年11月正式揭幕。1911年，埃德温·奥斯汀·阿贝離世，奧克雷接手了他耗時16年繪製的參議院及最高法院法庭中的壁畫。
此外，奧克雷還有其他作品：
- 美國俄亥俄州克里夫蘭凱霍加縣法院大樓（英语：Cuyahoga County Courthouse）中的壁畫[19]
- 瓦薩學院女校友之屋（Alumnae House）客廳的油版畫[20]
- 1910年，智慧宮之屋（The Building of the House of Wisdom）中的18幅壁畫，以及費城第17街和蝗蟲街上的查爾頓·亞內爾旅館中的花窗玻璃，其中三幅半圓形畫作：《兒童與傳統》[21]、《年輕人與藝術》[22]、《人與科學》[23]被搬遷並收藏於伍德米爾藝術博物館（英语：Woodmere Art Museum）中
- 1945年－1949年，日耳曼敦第一長老教會教堂中的《聖經中的偉大女性》（Great Women of the Bible）壁畫[24]
- 慄樹山高中（英语：Springside Chestnut Hill Academy）圖書館中的三張壁畫：《大衛與歌利亞》、《群醫中的基督》、《年少的索羅門》[25]
- 《神聖實驗：來自賓夕法尼亞給世界的訊息》，以（北美的一種紙張尺寸，大小為584乘711毫米）印刷賓夕法尼亞州議會大廈參議院中的26幅壁畫，並附有作者的說明[26]

## 展覽
- 理海大學教授法蘭西斯·奎爾克（英语：Francis Quirk）在1950年舉辦了一場奧克雷作品的展覽，開幕時有500多人參加典禮[27]
- 費城藝術博物館在1979年舉辦了第一場大型薇爾莉特·奧克雷回顧展[28]

## 圖集

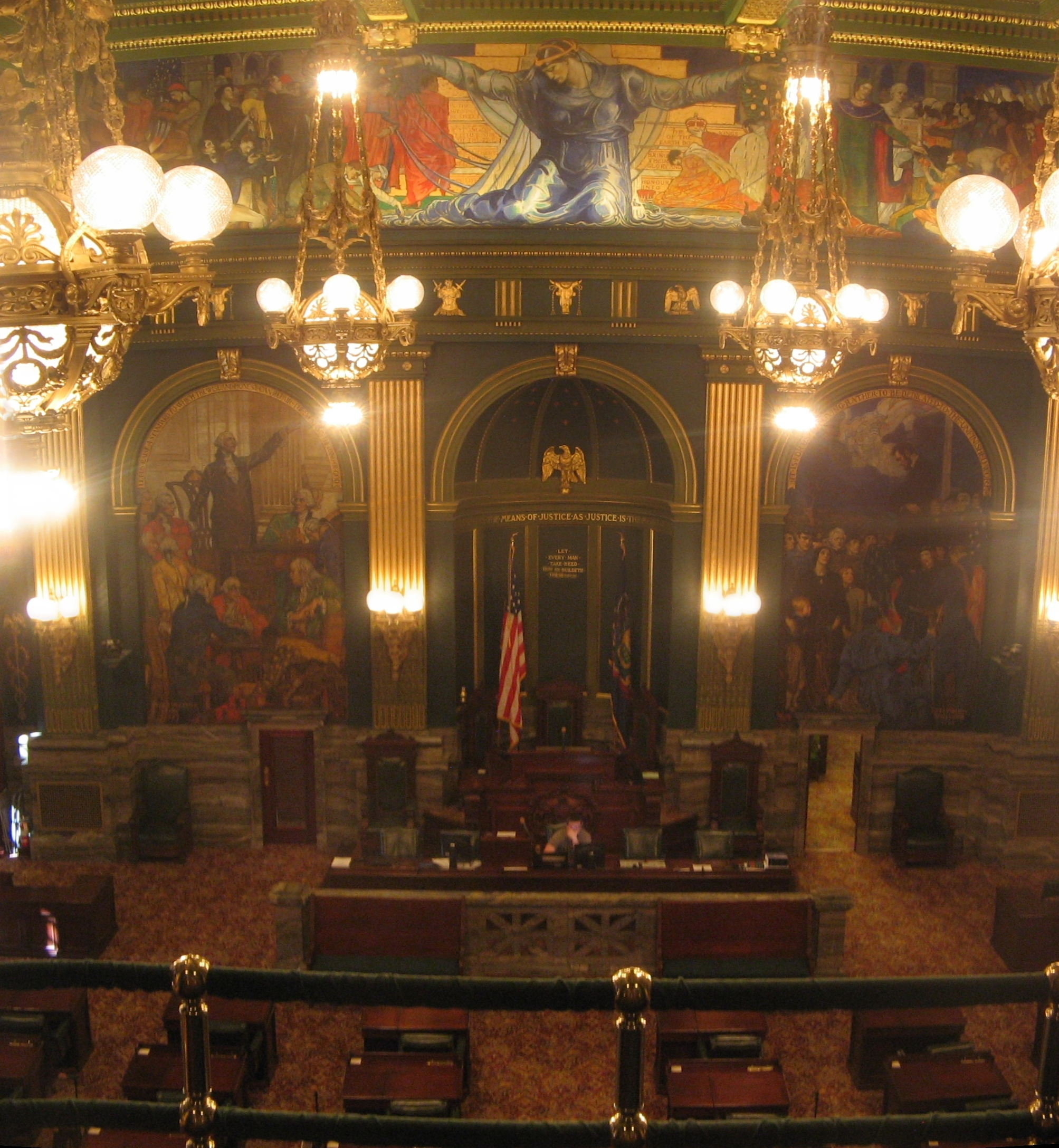
賓夕法尼亞州議會大廈參議院的壁畫
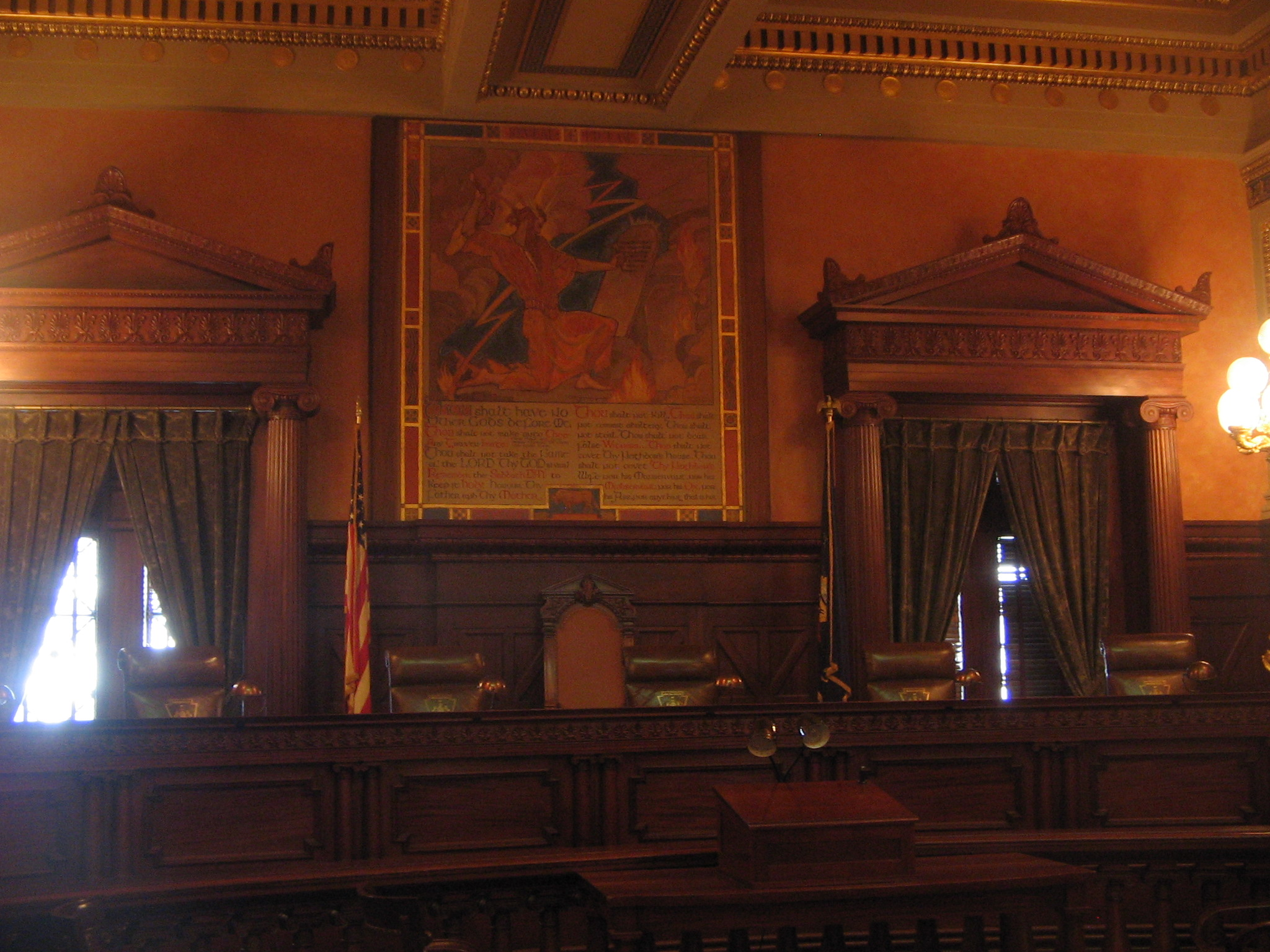
賓夕法尼亞州議會大廈最高法院的壁畫
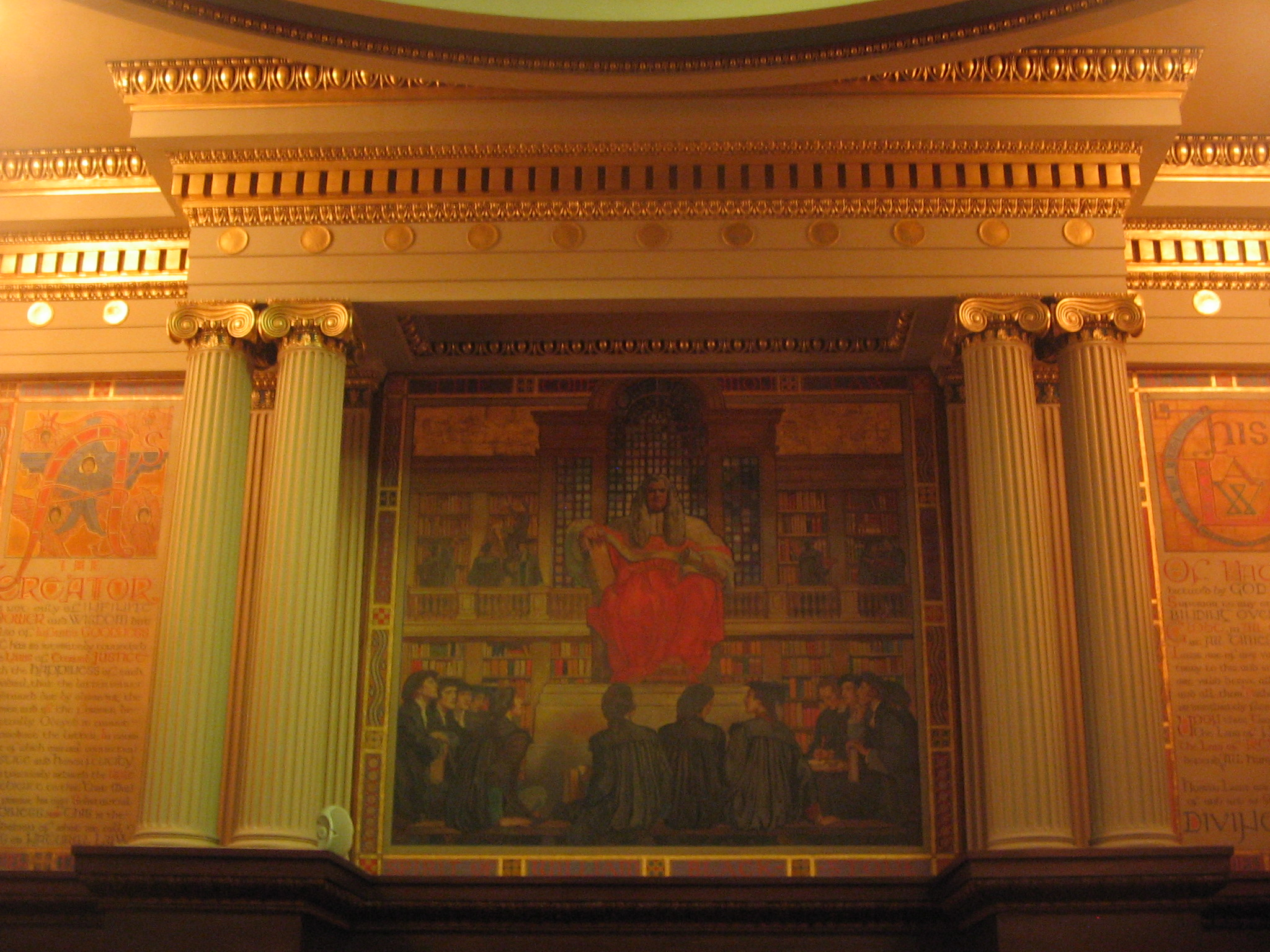
賓夕法尼亞州議會大廈最高法院的壁畫
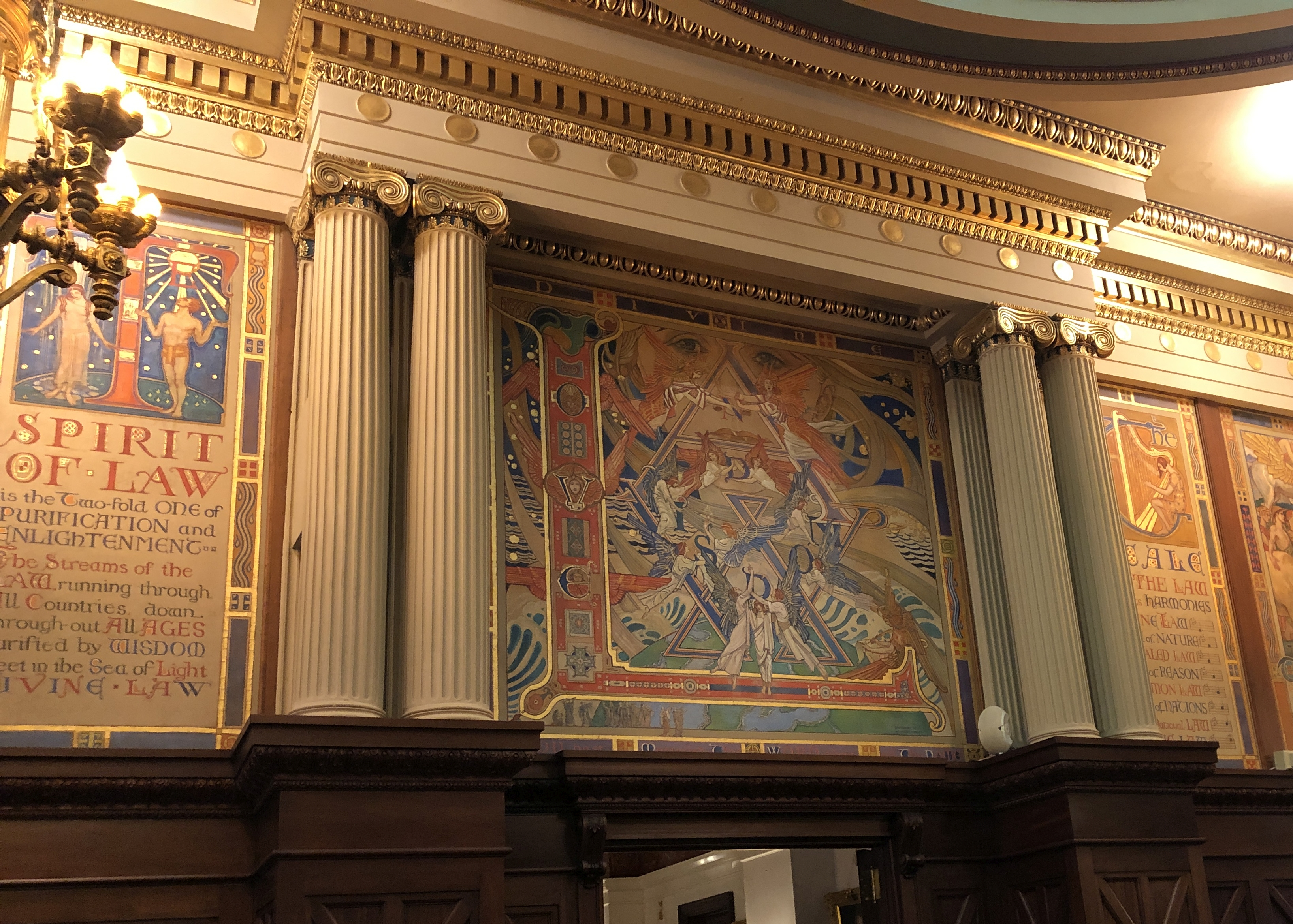
賓夕法尼亞州議會大廈最高法院法庭中的壁畫《神聖法》（Divine Law）

### 引用
1. 1 2  .   [2019-07-12]. （原始内容存档于2012-02-19）.
2. 1 2  . Pennsylvania Capitol Preservation Committee. （原始内容存档于2007-02-05）.
3. ↑  Oakley, Violet. . The Christian Science Sentinel. 1960-12-10, 62 (50)  [2015-03-07]. （原始内容存档于2017-11-19）.
4. 1 2  Carter, Alice A. . New York: Harry N. Abrams. 2000: 35. ISBN 978-0-8109-4437-4.
5. ↑  Stryker, Catherine Connell. . Wilmington: Delaware Art Museum. 1976: 30.
6. ↑  Williams, Michael. . San Francisco: The Wahlgreen Company. 1915: 6 4.
7. ↑  Carter, Alice A. . New York: Harry N. Abrams, Inc., Publishers. 2000: 46–47.
8. ↑  . 美國國家公園管理局.   [2019-07-12]. （原始内容存档于2012-10-25）.
9. ↑  Phillip Seven Esser and Paul Graziano. . New York State Office of Parks, Recreation and Historic Preservation. August 2006  [2011-01-01]. （原始内容存档于2011-09-14）.
10. 1 2  Jill P. May; Robert E. May; Howard Pyle. . University of Illinois Press. 2011: 89  [2019-07-12]. ISBN 978-0-252-03626-2. （原始内容存档于2014-06-29）.
11. ↑   (PDF). The Historical Society of Pennsylvania.   [2014-03-04]. （原始内容 (PDF)存档于2016-07-28）.
12. ↑  . Green-Wood. Green-Wood.   [2019-07-12]. （原始内容存档于2018-08-28）.
13. ↑  . Walk About New York. Walk About New York. 2014-06-18  [2014-10-16]. （原始内容存档于2014-10-20）.
14. ↑  Laura R. Prieto. . Harvard University Press: 145–146. 2001  [2019-07-12]. ISBN 978-0-674-00486-3. （原始内容存档于2020-02-26）.
15. ↑  Laura R. Prieto. . Harvard University Press: 160–161. 2001  [2019-07-12]. ISBN 978-0-674-00486-3. （原始内容存档于2020-02-10）.
16. ↑  . National Register of Historic Places. National Park Service. 2007-01-23.
17. ↑  . Historical Marker Database. Pennsylvania Historical & Museum Commission.   [2013-12-10]. （原始内容存档于2013-12-07）.
18. ↑  Ricci, Patricia Likos. . The Pennsylvania Magazine of History and Biography. 2002, 126: 217–248.
19. ↑  . Cuyahoga County Department of Public Works.   [2018-01-30]. （原始内容存档于2018-01-31）.
20. ↑  Mills,, Sally. . Poughkeepsie, NY: Vassar College Art Gallery. 1984.
21. ↑  . woodmereartmuseum.org.   [2017-03-21]. （原始内容存档于2018-01-30） （英国英语）.
22. ↑  . hiddencityphila.org.   [2017-03-21]. （原始内容存档于2017-03-21） （美国英语）.
23. ↑  . woodmereartmuseum.org.   [2017-03-21]. （原始内容存档于2018-01-30） （英国英语）.
24. ↑  Van Hook, Bailey. . Lanham, Maryland: University Press Copublishing Division / University of Delaware Press. 2016: 373. ISBN 978-1-61149-585-0.
25. ↑  . philadelphiaencyclopedia.org.   [2017-03-21]. （原始内容存档于2017-03-21） （美国英语）.
26. ↑  Hedley H. Rhys.  (PDF): 54–55. 1951  [2020-09-18]. （原始内容存档 (PDF)于2016-03-04）.
27. ↑  . digital.lib.lehigh.edu.   [2017-11-20]. （原始内容存档于2017-12-01）.
28. ↑  Likos, Patricia. . Philadelphia Museum of Art Bulletin. 1979-01-01, 75 (325): 2–9. JSTOR 3795289. doi:10.2307/3795289.

## 外部連結
- Cogslea Historic Marker （页面存档备份，存于）
- Pennsylvania Capitol Preservation Committee's Violet Oakley Biography
- Artwork by the Red Rose Girls in Bryn Mawr College Art and Artifact Collections Archive.today的存檔，存档日期2014-04-10
- 史密森尼學會美國藝術檔案館（英语：Archives of American Art）1841年到1981年間薇爾莉特·奧克雷的資料 （页面存档备份，存于）
- 美國藝術檔案館（英语：Archives of American Art）薇爾莉特·奧克雷紀念基金會1910年到1987年紀錄 （页面存档备份，存于）
- 費城藝術博物館1976年到2000年的圖畫、素描及照片記錄 （页面存档备份，存于）
- 在Find a Grave上的薇爾莉特·奧克雷